# Oberheldrungen
Oberheldrungen là một đô thị ở huyện Kyffhäuserkreis, ở bang Thüringen, Đức. Đô thị này có diện tích 12,41 km², dân số thời điểm ngày 31 tháng 12 năm 2006 là 948 người.